# Harald Gripe

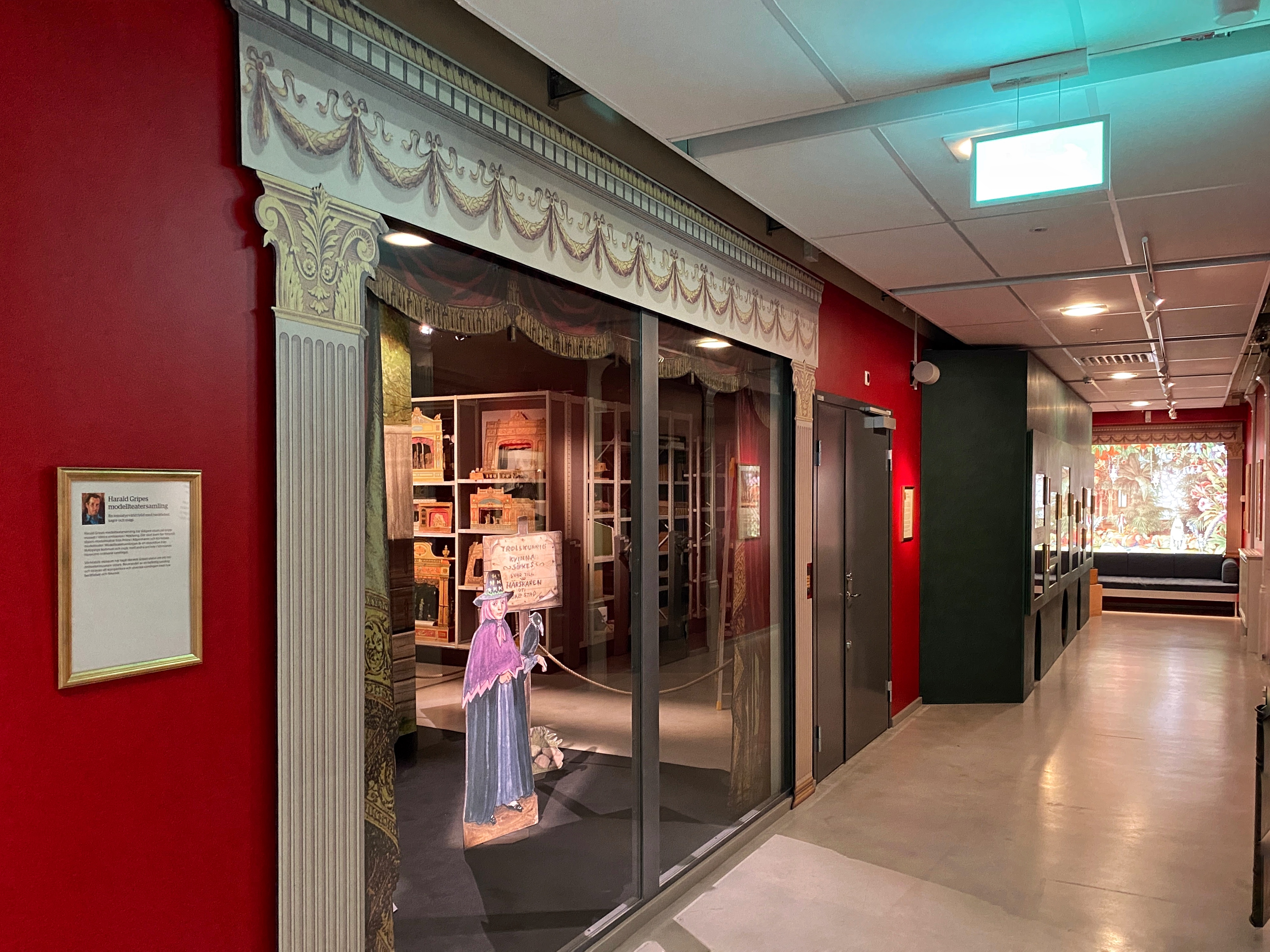
Gripes Modellteatermuseum i Sörmlands museum.

Harald Mauritz Gripe, född 4 augusti 1921 i Stockholm, död 1 juli 1992 i Nyköping, var en svensk konstnär och illustratör. 
Gripe, som var son till överingenjör Ragnar Gripe, arbetade som illustratör för bland annat Vi, Dagens Nyheter och Kamratposten. Han ägnade sig också åt konsthistorisk forskning. Gripe var från 1946 till sin död gift med Maria Gripe, vars ungdomsböcker han illustrerade. Författaren Camilla Gripe är parets dotter.
Som sextonåring vann han en scenografitävling för skolungdomar utlyst av Dramaten och fick se sina scenskisser förverkligade i uppsättningen av julpjäsen "Kungens paket" 1937. Under beredskapsåren arbetade han med scenografi för försvarsstabens fältteater.
Harald Gripe var hängiven samlare av modellteatrar. Kort före sin död donerade han sin stora samling till Nyköpings kommun i Södermanland. Samlingen utgör grunden för Sveriges enda modellteatermuseum, Gripes Modellteatermuseum, som numera (2021) är en permanent magasinsutställning i Sörmlands museum. 

## Teater

### Scenografi
| År   | Produktion                                       | Regi          | Teater   | Noter |
| 1937 | Kungens paket Staffan Tjerneld och Alf Henrikson | Rune Carlsten | Dramaten |       |

## Priser och utmärkelser
- 1972 - Elsa Beskow-plaketten[7]
- 1986 - Wettergrens barnbokollon